# Districts du canton de Soleure

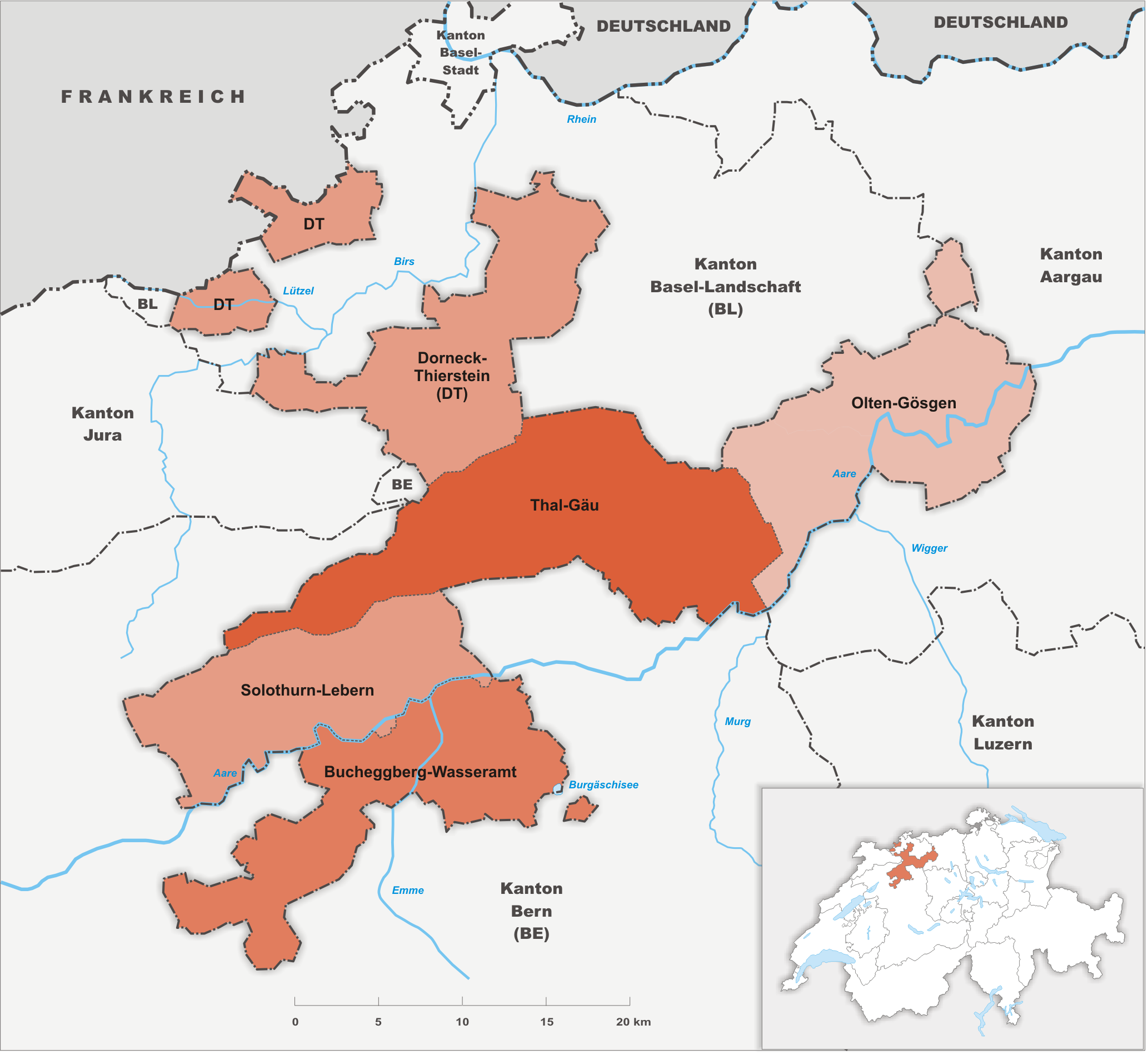
Carte du canton de Soleure présentant sa division en circonscriptions électorales.

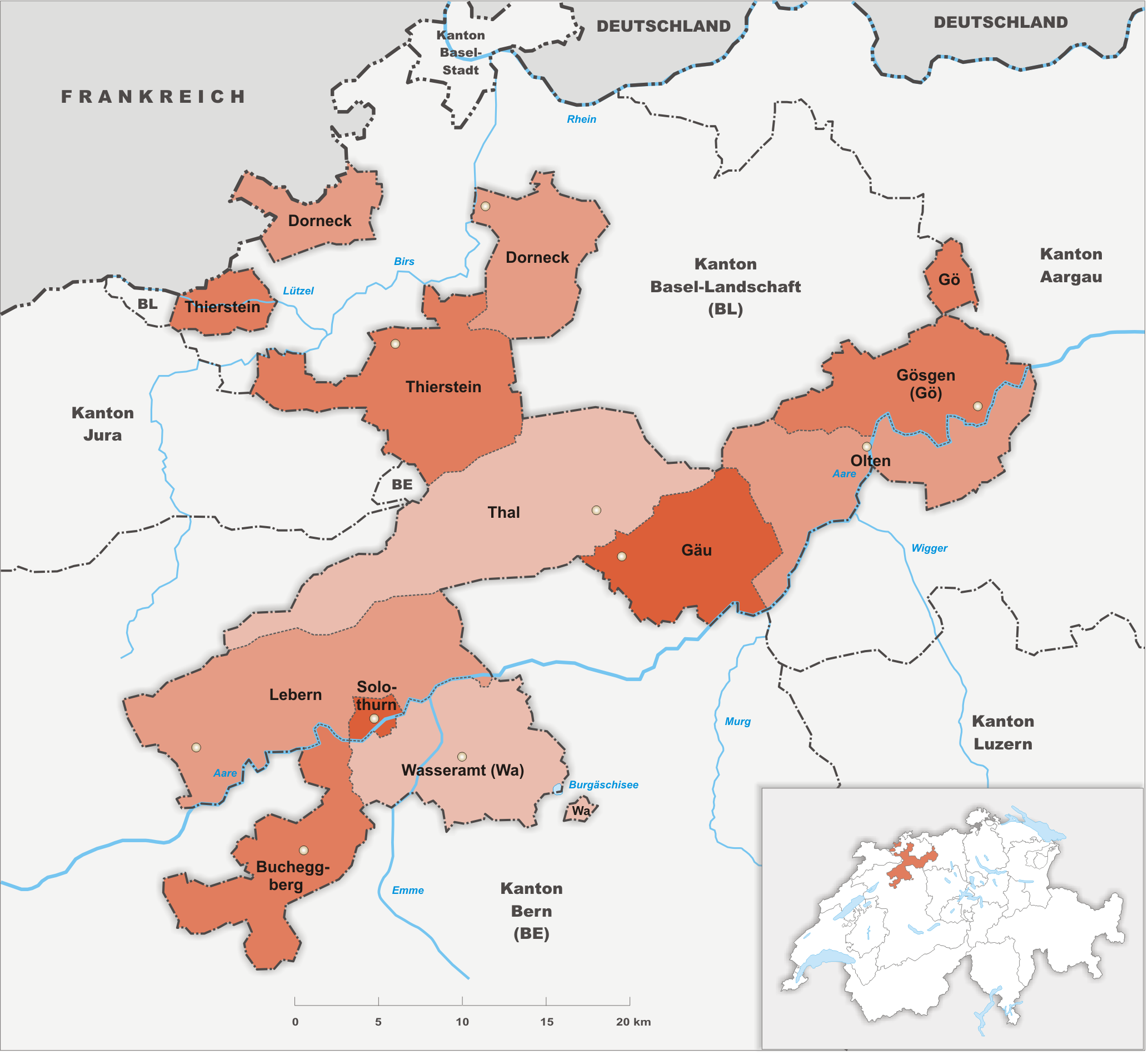
Carte du canton de Soleure présentant sa division en districts.

Cet article présente une liste des districts du canton de Soleure en Suisse.

## Les districts

### Les circonscriptions électorales
Depuis 2005, les dix districts n'ont plus qu'un rôle statistique, ils sont regroupés depuis cette date deux par deux pour former cinq circonscriptions électorales. Tous ont l'allemand pour langue officielle :
- Circonscription électorale de Bucheggberg-Wasseramt : Regroupe les districts de Bucheggberg et de Wasseramt ;
- Circonscription électorale de Dorneck-Thierstein : Regroupe les districts de Dorneck et de Thierstein ;
- Circonscription électorale de Thal-Gäu : Regroupe les districts de Thal et de Gäu ;
- Circonscription électorale de Olten-Gösgen : Regroupe les districts d'Olten et de Gösgen ;
- Circonscription électorale de Soleure-Lebern : Regroupe les districts de Soleure et de Lebern.

### La liste
La liste complète des districts est la suivante :
| Nom         | Chef-lieu    | N° OFS | Communes | Population (décembre 2022) | Superficie (km2) | Densité (hab./km2) |
| ----------- | ------------ | ------ | -------- | -------------------------- | ---------------- | ------------------ |
| Gäu         | Oensingen    | B1101  | +08,     | +022 819,                  | +0062,01         | 368                |
| Thal        | Balsthal     | B1102  | +08,     | +015 029,                  | +0139,38         | 108                |
| Bucheggberg | Buchegg      | B1103  | +07,     | +008 092,                  | +0062,73         | 129                |
| Dorneck     | Dornach      | B1104  | +11,     | +020 960,                  | +0074,65         | 281                |
| Gösgen      | Niedergösgen | B1105  | +10,     | +025 439,                  | +0068,73         | 370                |
| Wasseramt   | Kriegstetten | B1106  | +19,     | +054 306,                  | +0076,66         | 708                |
| Lebern      | Granges      | B1107  | +15,     | +047 179,                  | +0117,22         | 402                |
| Olten       | Olten        | B1108  | +15,     | +056 909,                  | +0080,61         | 706                |
| Soleure     | Soleure      | B1109  | +01,     | +016 633,                  | +0006,28         | 2649               |
| Thierstein  | Breitenbach  | B1110  | +12,     | +015 042,                  | +0102,22         | 147                |
| Total       | Total        | Total  | +106,    | +282 408,                  | +0790,49         | 357                |